# Комня Стоянова
Комня Стоянова е изпълнителка на странджански народни песни.

## Биография
Родена е в село Драчево, Средецко, през 1930 г. и е наследница на стар музикален род. Певицата е сред съоснователките на Държавния ансамбъл за народни песни и танци „Филип Кутев“. С ансамбъла и като солистка пее в много европейски страни и САЩ. Записва много песни в БНР и Балкантон. Особено популярни сред тях са „Турчин робини караше“, „Провикнала се Неранза“, „Бяла Стана“. В пеенето ѝ могат да се открият черти на най-древния песенен стил от Странджа.
Комня Стоянова умира през 1991 г.
През 1994 г. името ѝ е включено в Световната енциклопедия „Музиката на света“, издадена в Лондон.

## Дискография

### Дългосвирещи плочи
- Комня Стоянова – народни песни, Иван Богоев – кавал – ВНА 10712
- Комня Стоянова – ВНА 12740 (1991)

### Аудиокасети
- Комня Стоянова – ВНМС 7504

## Памет
- В град Средец ежегодно се провежда конкурсът „С песните на Комня Стоянова“.[1]
- Георги Драганов пише книга за певицата, озаглавена „Комня Стоянова. Живот и странджанска песен“.